# Believe Me (píseň, Fort Minor)
„Believe Me“ je píseň amerického hiphopového hudebníka Fort Minor a zpěváka rockové skupiny Linkin Park Mikea Shinody. Jedná se o třetí americký a první mezinárodní singl z debutového studiového alba The Rising Tied (2005), který byl vydán 14. listopadu 2005. Na skladbě se podílela hiphopová skupina Styles of Beyond a Eric Bobo ze skupiny Cypress Hill.

## Pozadí
Píseň je jednou ze dvou písní na albu The Rising Tied, kde Mike Shinoda kromě rapu také zpívá, konkrétně refrén. Hlavní melodie písně pochází ze smyčky GarageBand společnosti Apple Inc. s názvem „Orchestra Strings 08“. V závěru písně je slyšet, že Mike Shinoda říká: „Okay, so here's the thing“ a „Get Me Gone“.

## Videoklip
Oficiální videoklip režíroval Laurent Briet. Video ukazuje Fort Minor v osvětlené garáži. Světla se v průběhu písně často mění. Ve videu se objeví také DJ Cheapshot ze Styles of Beyond a Eric Bobo, ačkoli ani jeden z nich nehraje na žádný nástroj.

## Obsazení
- Mike Shinoda – rap, zpěv, hudební nástroje, produkce
- Eric Bobo – bicí, perkuse
- DJ Cheapshot – mixování
- Styles of Beyond – hudební nástroje, rap